# 青い月マジック
『青い月マジック』（あおいつきマジック）は、いでまゆみによる日本の漫画作品。

## 概要
『なかよし』（講談社）にて1986年に連載された。

## 書誌情報
- 青い月マジック 1986年5月2日 ISBN 978-4061785373
  - こんなにもお天気